# Troostprijs

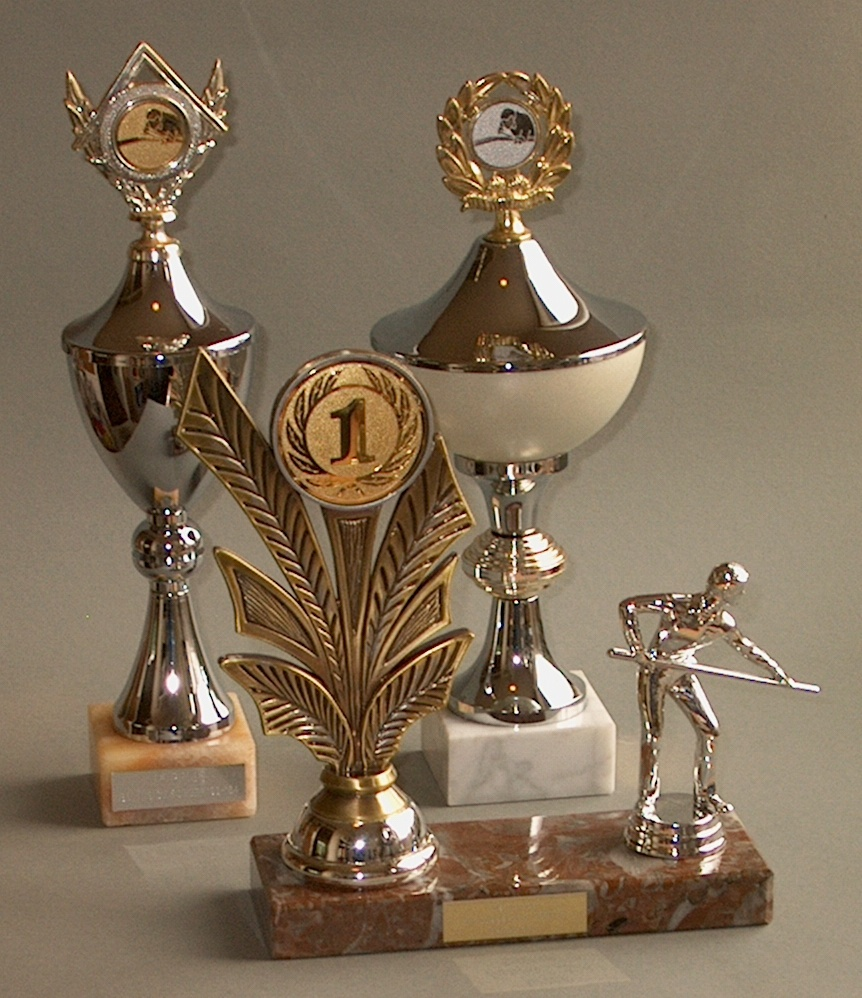
Diverse bekers en andere trofeeën

Een troostprijs is een prijs die ter bemoediging wordt uitgereikt aan deelnemers van een wedstrijd die niet hebben gewonnen. Een poedelprijs is een troostprijs die wordt uitgereikt aan wie als laatste is geëindigd.